# Поддубье (Ядровская волость)
Поддубье  — деревня в Ядровской волости Псковского района Псковской области.
Расположена на реке Дубина, в 8 км к юго-востоку от южной границы Пскова и деревни Черёха.
Численность населения деревни по состоянию на 2000 год составляла 8 жителей.